# Maison à pans de bois (Mervans)
La maison à pans de bois de Mervans est une maison située à Mervans, dans le département de Saône-et-Loire, en France.

## Présentation
Cette maison fait l’objet d’un classement au titre des monuments historiques en 10 septembre 1913.  